# Porsche 918
Porsche 918 — спортивний автомобіль німецького автовиробника Porsche з гібридним приводом. За класифікацією фірми-виробника суперкар (нім. Supersportwagen). Випускається в двох кузовних модифікаціях: Porsche 918 Spyder (родстер) і Porsche 918 RSR (концепт-кар).

## Історія

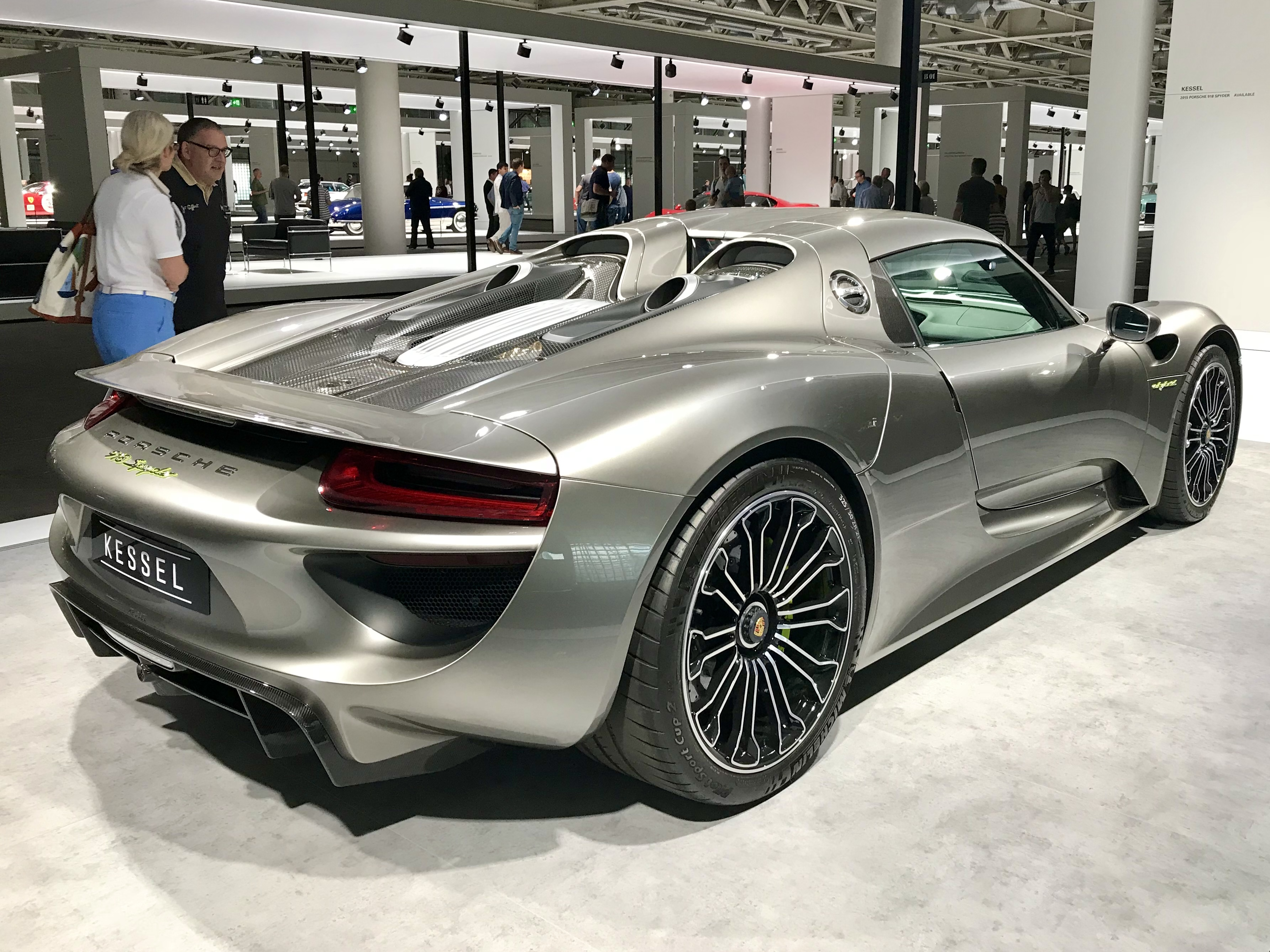

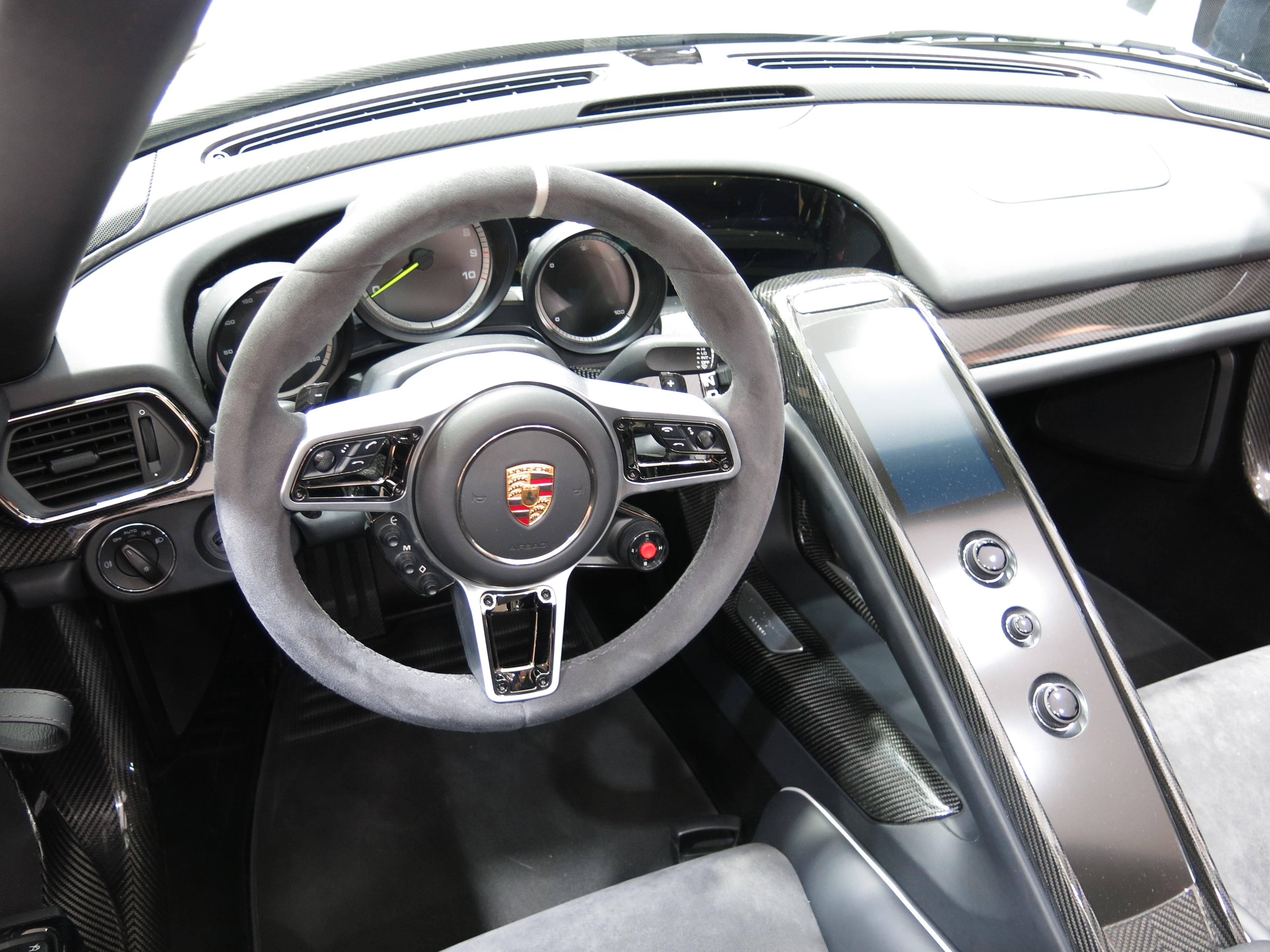
Салон Porsche 918

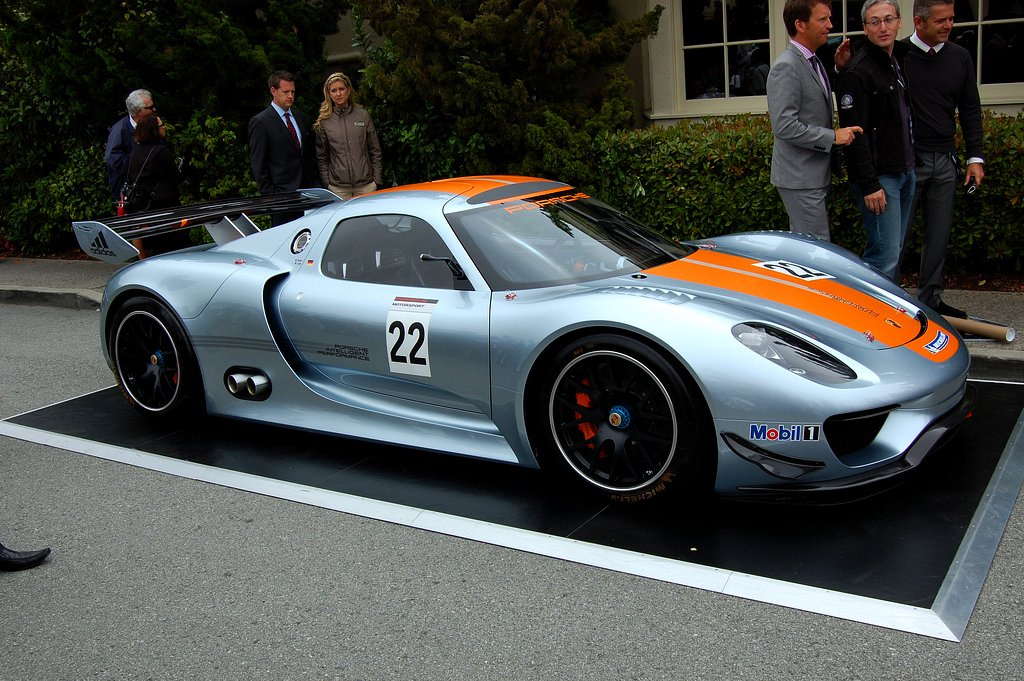
Porsche 918 RSR

"Вперше автомобіль у варіанті кузова родстер ("918 Spyder") був представлений як концепт на Женевському автосалоні в 2010 році. Розробка концептуального середньомоторного Porsche 918 — від появи перших начерків до побудови робочого примірника — зайняла всього кілька місяців. Машина побудована на платформі гоночного Porsche RS Spyder і на кожні 100 кілометрів витрачає, за даними виробника, приблизно 3,1 літра палива."

## Технічні характеристики
18 червня 2013 року компанія Porsche оголосила офіційну специфікацію моделі Porsche 918 Spyder. Сумарна віддача силової установки автомобіля становить 887 к.с. Тільки від атмосферного двигуна V8 4.6 л отримали 608 к.с. (або 132 к.с. з літра — це рекорд для атмосферних двигунів Porsche). Досягнуто це було як за рахунок оптимізації всієї конструкції, так і за рахунок нарощування обертів до 9150 об/хв. Компанію ДВС склали електродвигуни: задній потужністю 115 кВт і передній потужністю 95 кВт.
Довжина машини дорівнює 4643 мм. Споряджена маса суперкара становить близько 1675 кг в базовій комплектації і близько 1640 кг з пакетом Weissach.
Максимальна швидкість моделі перевищує 340 км/год, розгін з 0 до 100 кілометрів на годину займає 2,6 с, до 200 і 300 автомобіль прискорюється за 7,9 і 23 с відповідно.